# Pupilla sterrii
Pupilla sterrii is een slakkensoort uit de familie van de Pupillidae. De wetenschappelijke naam van de soort is voor het eerst geldig gepubliceerd in 1840 door Voith.